# Brasil Nordeste
Brasil Nordeste é o décimo álbum do cantor brasileiro Zé Ramalho lançado em 1991, após quatro anos sem álbuns de inéditas. O disco contém regravações de canções características do nordeste do Brasil, no estilo  do forró.

## Faixas
1. Baião / Imbalança / Asa branca - 3:42
2. Carcará / Pisa na fulô / O canto da ema - 3:11
3. Sebastiana / Um a um / Chiclete com banana - 2:57
4. No pé de serra / O xote das meninas / Qui nem jiló - 3:10
5. Gemedeira / Frevo mulher - 2:49
6. Vendedor de caranguejo / Súplica cearense - 3:10
7. Boiadeiro / Paraíba - 2:21
8. Disparada / Fica mal com Deus - 4:10
9. Sangue e pudins / Eternas ondas - 3:15
10. Avôhai / Admirável gado novo / Galope rasante - 3:50
11. Mucuripe / Paralelas - 4:45
12. Último pau de arara / Meu cariri - 3:07

## Músicos
- Zé Ramalho - Violão
- Joca - Arranjos, guitarra
- Chico Guedes - Baixo elétrico
- Gustavo Schröeter - Bateria
- Zé Leal - Percussão
- Zé Gomes - Percussão
- Ricardo Rente - Saxofone, flauta
- Genário - Acordeão